# Plauer Kanal
Der Plauer Kanal (früher auch Plauescher Kanal) war eine künstliche Wasserstraße zwischen der Havel bei Plaue bei Brandenburg an der Havel und der Elbe bei Parey. König Friedrich II. von Preußen ließ den etwa 32,6 Kilometer langen Kanal von 1743 bis 1745 zur Verbindung des Berliner Raumes mit der Elbe anlegen. Nach dem Ende des Ersten Weltkriegs wurde er gemeinsam mit dem Ihlekanal ausgebaut und zum  Elbe-Havel-Kanal zusammengefasst.

## Geschichte

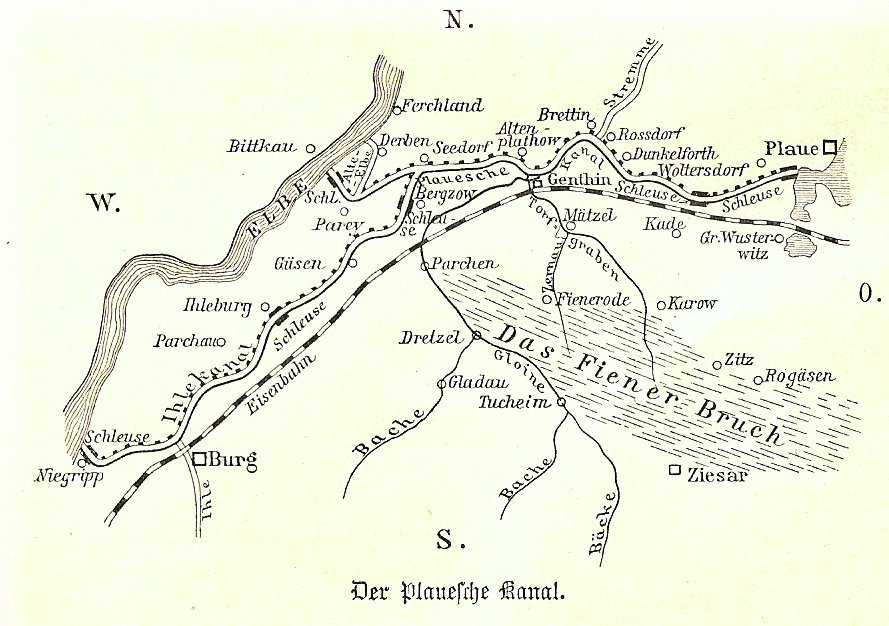
Der Plauer Kanal, Verlag Julius Klinkhardt

Die Untere Havel von Plaue bis zur Mündung bei Havelberg fließt über 50 Kilometer fast parallel zur Elbe. Schon sehr früh gab es Überlegungen, der sich entwickelnden Schifffahrt zwischen der Festungsstadt Magdeburg und den Residenzen an der Spree und Havel beziehungsweise weiter elbaufwärts in Richtung Sachsen und Böhmen eine um etwa 150 km kürzere Verbindung auf dem Wasserweg zu schaffen, als es die natürliche zuließ. Im Jahre 1709 machte der preußische Ingenieur Roulai auf eine mögliche kürzere Wasserstraßenverbindung unter Einbeziehung des Havelnebenflusses Stremme aufmerksam. Friedrich II. erkannte schon 1741, dem ersten Jahr seiner Regierungszeit, den Nutzen solch einer Wasserstraße. Am 25. Februar 1742, mit dem Ausbruch der Schlesischen Kriege bestimmte er, dass (Zitat) alle  Geldkosten und Vorschläge zur Verbesserung der Revenuen bis zu besseren Zeiten sistiert bleiben sollen, jedoch alles, was zur Errichtung der proponierten Kanäle erforderlich, parat gehalten werde. Der König forderte kurz darauf eine genaue Berichterstattung über Zweck, Kosten, Ertrag, Verlust an Zöllen und den Kostenaufwand ohne Zuschuss der königlichen Kassen ein und ließ prüfen, ob eine Versandung des Kanals zu befürchten sei. Der mit der Bauprojektierung beauftragte Minister Friedrich von Görne legte daraufhin Berichte zum Salztransport von der königlichen Saline Schönebeck in Richtung Berlin vor, die Nachweise über Transportkosteneinsparungen im Bereich von 25 Prozent enthielten, welche den König überzeugten. Ähnliche Zahlen galten für den zu erwartenden Holztransport.

## Der Kanal

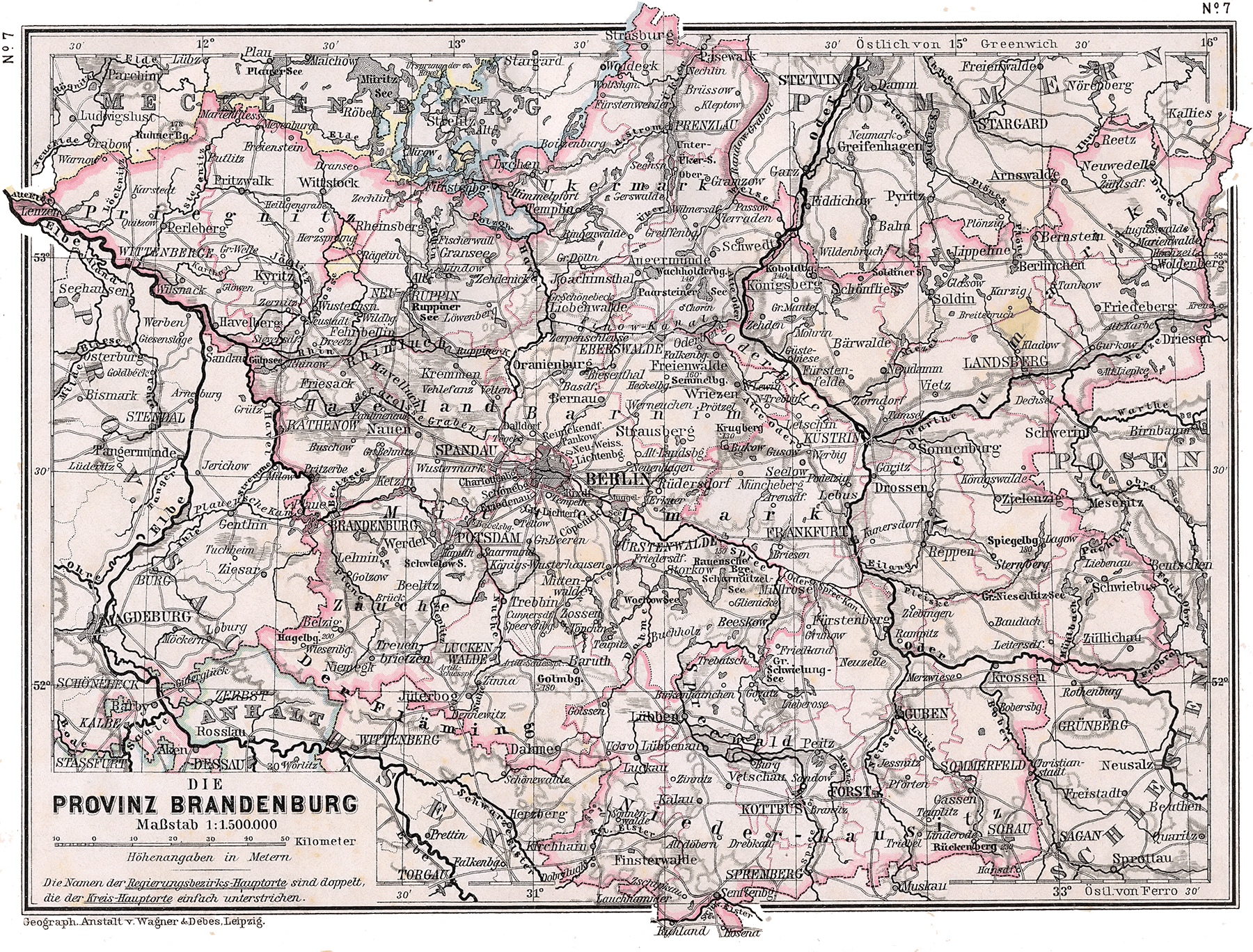
Lage des Kanals 1905

Nach den ersten Planungen sollte der Kanal zwischen den Elbdörfern Niegripp und Hohenwarthe beginnen und südlich an Ihleburg vorbeiführen und durch die Parchener Feldmark nach Osten zur Havel gehen. Der Kanal war nur für kleine Frachtschiffe geplant und diese Streckenführung wurde verworfen. Insbesondere durch Empfehlung des königlichen Baumeisters Riese entschied man sich für eine Streckenführung unter Einbeziehung des Flusses Stremme von Parey über Genthin nach Plaue. Geplant waren drei Schleusen, eine an der Elbe in Parey, eine in Kade (Chade) und eine südlich von Woltersdorf fast am Wendsee bei Plaue. Von König Friedrich II. wurde dieser Vorschlag genehmigt und der Magdeburger Präsident der Domänenkammer von Platen bereiste im Frühjahr 1743 die geplante Linienführung und verhandelte mit den Besitzern der Grundstücke, durch die der Kanal führen sollte. Die Eigentümer stellten fast ohne Ausnahme die Grundstücke in Erwartung wirtschaftlicher Vorteile durch den neuen Kanal kostenfrei zur Verfügung. Im Sommer 1743 wurde der Kanalbau begonnen. Auf Befehl des Königs wurden 750 Soldaten zur Unterstützung eingesetzt. Am 10. Juni 1743 übertrug der preußische König die Oberbauleitung dem Minister Friedrich von Görne und gab die finanziellen Mittel frei. Mit dem Beginn der Bauarbeiten standen 130.000 Taler bereit, davon etwa 60.000 Taler für die Erdarbeiten. Von Parey bis Plaue sollte der Kanal 4,5 Preußische Meilen (ca. 32,5 km) lang werden. Das Gefälle in Richtung Osten betrug 16,5 Fuß (ca. 5,17 m).
Dem Stand der damaligen Zeit entsprechend wurden die Erdarbeiten ausschließlich in Handarbeit ohne Wasserhaltung durchgeführt. Es entstand ein Kanalprofil, welches am Boden etwa 22 Fuß (ca. 6,90 m) und in Wasserspiegelhöhe 26 Fuß (8,20 m) breit war. Es wurden Ausweichstellen angelegt, diese waren etwa 40 bis 50 Fuß (bis ca. 16 m) breit. Die durchschnittliche Wassertiefe betrug 3,5 bis 4 Fuß (1,10 bis 1,26 m). Das Kanalprofil blieb bis Mitte des 19. Jahrhunderts im Wesentlichen unverändert. Von den vorhandenen Wasserläufen wurden von der Elbe bis Parey ein alter Elbearm und von Seedorf (Jerichow) bis Roßdorf der Fluss Stremme genutzt. Die Stremme hatte viele Krümmungen und breitete sich teilweise seenartig aus. Komplett neu gegraben wurden die Abschnitte von Parey bis Seedorf und von Rossdorf bis Plaue. Dies entspricht etwa drei Fünftel der gesamten Strecke.
Die Arbeiten gingen zügig voran und die Ausschachtungsarbeiten bereiteten kaum Schwierigkeiten. Große Probleme bereitete jedoch die Befestigung der sumpfigen Ufer der Stremme und die Eindeichung der Seen. Die Anwohner der Dörfer, in deren Nähe Schleusen entstehen sollten, mussten Fuhrdienste gegen Tagelohn leisten. Im folgenden Jahr gerieten die Bauarbeiten wegen eines Hochwassers ins Stocken. Außerdem zog der König seine Soldaten ab und die Maurergesellen verweigerten wegen zu geringer Entlohnung die Arbeit. Auf Befehl des Königs erfolgte am 5. April 1745 eine erste Bauabnahme und die Bauarbeiten wurden abgeschlossen. Bis auf einige Mängel (eine Brücke bei Altenplathow wurde zu niedrig gebaut) konnte der Kanal für befahrbar erklärt werden. Eine Probefahrt mit einem Salzkahn fand am 26. April 1745 statt. Dieses Schiff war 102 Fuß (ca. 32 m) lang, 21 Fuß (ca. 6,5 m) breit und hatte einen Tiefgang von 4 Fuß (ca. 1,25 m).

## Entwicklung
In den ersten beiden Jahren passierten 1432 Kähne den Kanal. Aufgrund von auftretenden Schäden an den Schleusen Parey und Kade musste der Kanal von Juli bis Oktober 1746 gesperrt werden. Von den Schiffern wurde auch eine zu geringe Tiefe des Gewässers beklagt. Grund waren Deichbrüche und daraus resultierender Wassermangel im Kanal. Abhilfe sollte eine Entwässerung des Fiener Bruchs und eine Einleitung des gewonnenen Wassers in den Kanal schaffen. Als Nebeneffekt wurde eine landwirtschaftliche Nutzung des Gebietes erreicht. Der in großen Mengen dort anliegende Torf konnte gewonnen und per Schiff kostengünstig als Brennmaterial in die sich entwickelnden Städte transportiert werden. Fehlende Wartungsarbeiten ließen bis 1862 die Tauchtiefen im Kanal immer geringer werden. Erst in der Zeit von 1862 bis 1865 wurden umfangreiche Bauarbeiten durchgeführt, Teilabschnitte des Kanals wurden begradigt und vertieft. Die Bauarbeiten an dieser Wasserstraße fanden von 1865 bis 1872 eine Fortsetzung im Bau des Ihlekanals, der in Niegripp begann und bei Seedorf in den Plauer Kanal mündete.
Bereits wenige Jahre später wurde festgestellt, dass der Kanal nicht mehr den Ansprüchen genügte und die immer größer werdenden Schiffe den Kanal nur eingeschränkt nutzen konnten. In den Jahren 1883 bis 1893 fanden erneut umfangreiche Erweiterungen der Kanäle statt. Beide Kanäle wurden auf 32 Meter verbreitert und auf eine durchschnittliche Wassertiefe von zwei Metern gebracht. Gleichzeitig wurden die Leinpfade auf beiden Seiten befestigt. Mehrere Brücken wurden erneuert. An der Einfahrt von der Elbe in Parey in den Plauer Kanal wurde eine neue Schleuse gebaut. Die Elbdeiche wurden erneuert und als Schutz vor Hochwasser erhielt die neue Schleuse eiserne Schutztore. Diese zweite Erweiterung, Vertiefung und Begradigung einschließlich des Brücken- und Schleusenneubaues kostete neun Millionen Mark.
Im Zuge des Ausbaues des Mittellandkanales, damals noch oft Weser-Elbe-Kanal genannt, wurde nach dem Ersten Weltkrieg beschlossen, den Plauer Kanal gemeinsam mit dem Ihlekanal zum Elbe-Havel-Kanal auszubauen.

## Die Schleusen

### Schleuse Parey

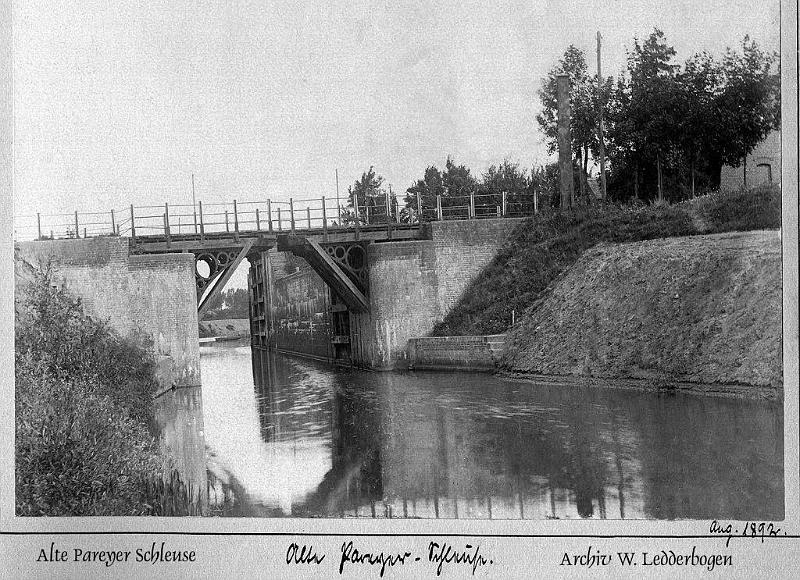
Die Alte Schleuse Parey im August 1892

Die Alte Schleuse Parey (52° 23′ 31″ N, 11° 59′ 31″ O) musste manchmal bei Elbhochwasser Wasserstandsschwankungen von mehr als sieben Metern standhalten. Sie wurde schon bei ihrer Erstanlage 1745 als massive Schleuse in Ziegelbauweise errichtet. Sie war 130 Fuß (ca. 41 m) lang und 26 Fuß (ca. 8,16 m) breit. Ihre Fallhöhe war immer abhängig vom Wasserstand der Elbe. Von Anfang an wurde an dieser Schleuse die zu geringe Sohlentiefe bemängelt. Bei Niedrigwassersituationen auf der Elbe konnten viele Schiffe die Schleuse nur geleichtert oder gar nicht passieren. Im Zuge des Kanalausbaues 1883/93 wurde die Einmündung des Kanals in die Elbe etwa drei Kilometer stromaufwärts verlegt, die alte Schleuse abgebrochen und an den neuen Mündungsarm eine für die damalige Zeit modernere Neue Schleuse Parey (52° 24′ 13″ N, 11° 58′ 40″ O) gebaut. Durch die Verlegung des Mündungsgebietes entstand der Altarm Baggerelbe, der vormalige Mündungsstang.

### Schleuse Kade (Chade)
Die Schleuse Kade, auch Kader Schleuse (52° 23′ 50″ N, 12° 16′ 46″ O) genannt, war eine so genannte Buschschleuse in der Nähe des Dorfes Kade. Die Tore der Schleuse waren aus Holz und die Seitenwände aus Reisigbündeln, Faschinen genannt. Diese Faschinen wurden mit Lehm verdichtet, um sie wasserundurchlässig zu machen. Die Schleuse hatte eine nutzbare Länge von 130 Fuß und war trogförmig angelegt. So konnten mehrere Kähne gleichzeitig geschleust werden. Diese Bauart war jedoch nicht sehr dauerhaft und 1793/94 entstand an derselben Stelle eine massive Kammerschleuse mit einer Fallhöhe von etwa zwei Metern. Mit dem Ausbau zum Elbe-Havel-Kanal Anfang der 1920er Jahre wurde diese Kanalstufe eingespart und die Schleuse abgerissen. Die letzten sichtbaren Mauerreste der alten Schleuse verschwanden endgültig erst im Jahre 2006 mit dem Kanalausbau im Rahmen des Verkehrsprojektes Nummer 17.

### Schleuse Plaue
Die Schleuse Plaue, auch Plauer Schleuse (52° 24′ 11″ N, 12° 23′ 37″ O) genannt, war ursprünglich ebenfalls eine Buschschleuse mit ähnlichen Abmessungen wie die Kader Schleuse. Da sie nicht sehr dauerhaft gebaut war, wurde sie bereits 1771 neu errichtet. Es entstand eine hölzerne Doppelkammerschleuse und die Mündung in die seenartigen Verbreiterungen der Havel bei Plaue wurde begradigt. 1820/21 war auch diese hölzerne Schleuse so verschlissen, dass sie durch einen massiven Ziegelbau mit den Maßen 49 Metern Länge und etwa 8,20 Metern Breite ersetzt wurde. Die Fallhöhe betrug je nach Wasserstand der Havel etwa zwei Meter. In den Jahren 1884/86 wurde nördlich der bisherigen Schleuse die größere 2te Plauer Schleuse gebaut, sodass auch Plauer-Maß-Schiffe mit einer Länge von 65 Metern den Kanalbereich passieren konnten. Auch dieses Bauwerk wurde aus Ziegeln erstellt. Die beiden alten Schleusenkammern sind bis heute gut erhalten, werden aber nicht mehr genutzt.

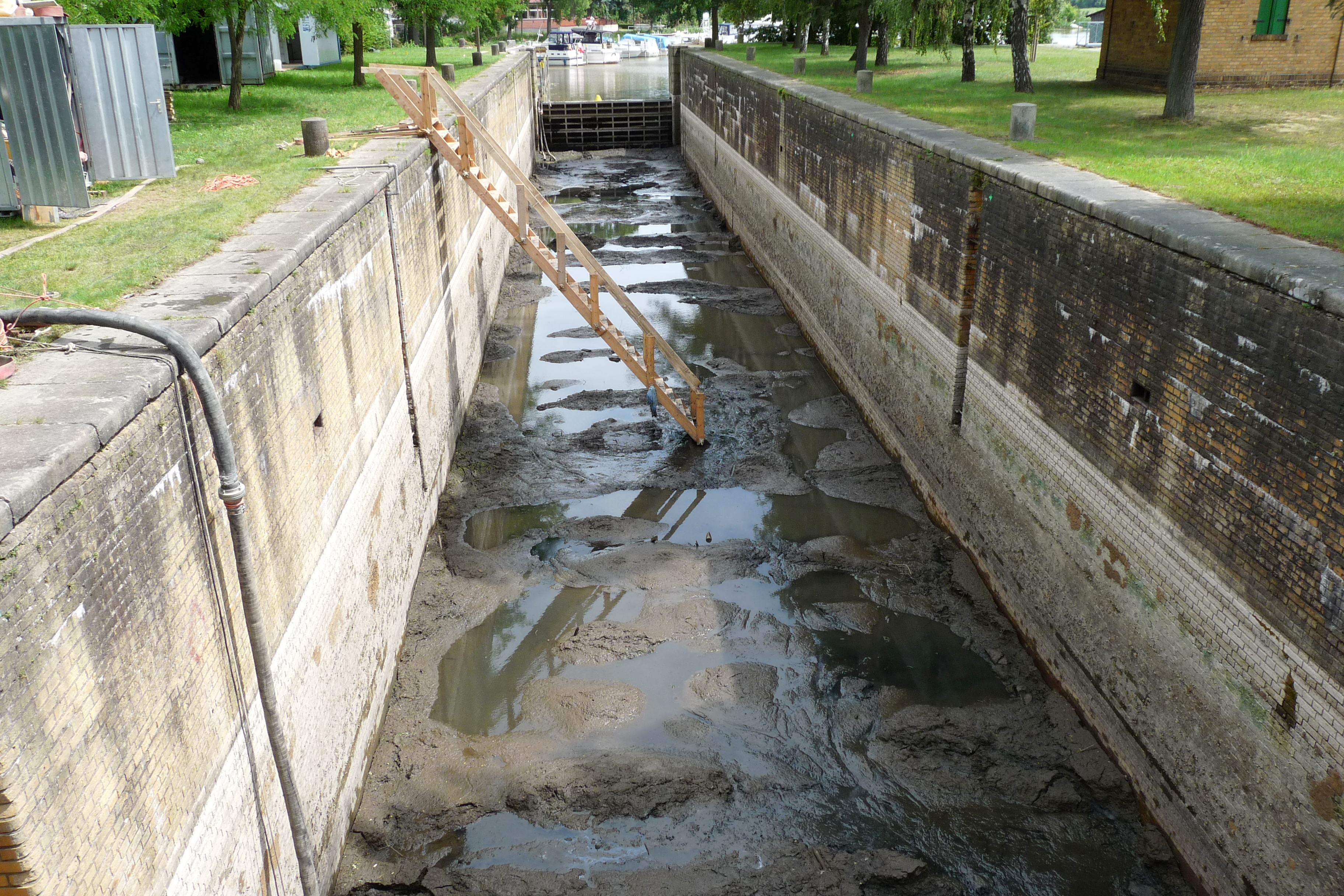
Die geleerte Schleusenkammer der 2ten Plauer Schleuse am 23. Juni 2009

Im Juni 2009 wurde begonnen, das Unterhaupt der Schleuse zu verschließen. Die Schleusenkammer wurde geleert und mit Reinigungsarbeiten des völlig verschlammten Schleusenbodens wurde begonnen. Nach Abschluss dieser Arbeiten wurde in das Oberhaupt der Schleuse eine Turbine zur Stromgewinnung eingebaut.

## Wirtschaftliche Bedeutung
Infolge des schnellen und preisgünstigen Gütertransportes entwickelte sich der Handel zwischen den Städten an der Elbe und an Havel und Spree rege und der Verkehr auf dem Kanal nahm zu. Im Jahre 1840 passierten 2500 Schiffe den Kanal. In den Orten am Kanal entstanden zahlreiche Firmen, wie Ziegeleien, Zementfabriken, Kalkbrennereien, Sägemühlen, Werften und eine Stärkefabrik.

### Beispiele der Verkehrsentwicklung (Auswahl)
| Jahr | Anzahl der Schiffe | Tragfähigkeit         |
| ---- | ------------------ | --------------------- |
| 1840 | 2500               | je 60 bis 80 Tonnen   |
| 1872 | 4546               | je 60 bis 100 Tonnen  |
| 1876 | 6135               | je 60 bis 100 Tonnen  |
| 1881 | 7171               | je 100 bis 250 Tonnen |
| 1886 | 8509               | je 100 bis 250 Tonnen |
| 1891 | 11825              | je 180 bis 350 Tonnen |
| 1896 | 11168              | je 180 bis 350 Tonnen |
| 1899 | 13240              | je 200 bis 550 Tonnen |

Aus diesen Zahlen ist eine erhebliche Verkehrssteigerung zu erkennen. Die Inbetriebnahme der Berlin-Potsdam-Magdeburger Eisenbahn 1845 führte zu zeitweiligen Wettbewerbsnachteilen für die Schifffahrt auf dem Kanal. Um weiter am Markt bestehen zu können, musste die Wasserstraße weiter ausgebaut werden und dem Betrieb von Schleppdampfern zugängig gemacht werden. Diese Bauarbeiten begannen jedoch erst 1862.

## Reste des Plauer Kanals

Die Situation der Wasserstraßen 2020 mit Elbe-Havel-Kanal und grün verzeichneten Altverläufen des Plauer Kanals

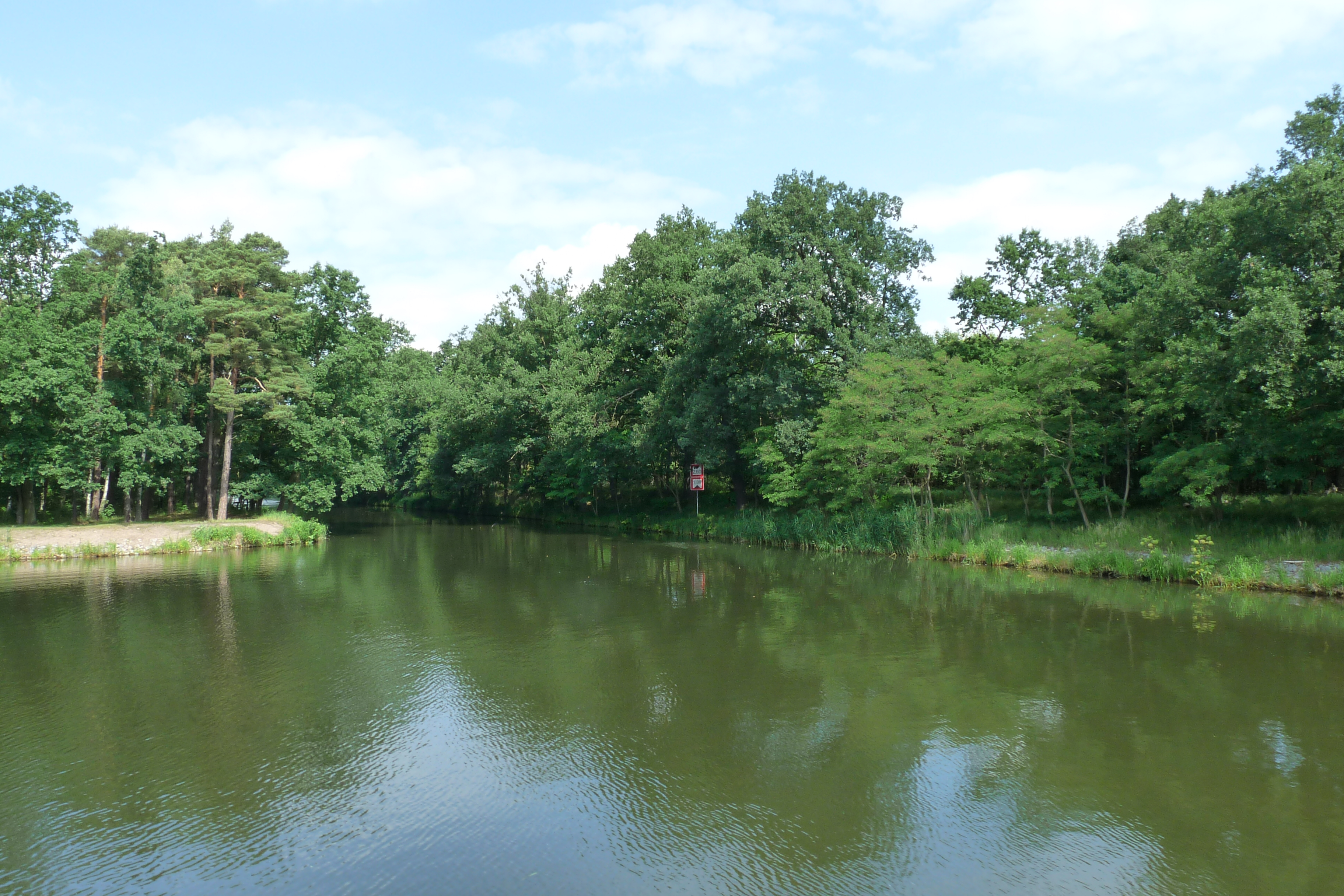
Mündung des Roßdorfer Kanals in den Elbe-Havel-Kanal im Osten Genthins

Die beim Bau und weiteren Ausbauten des Elbe-Havel-Kanals verbliebenen Reststücke des Plauer Kanals sind:
- Altarm Baggerelbe Derben (ABElD)
- Baggerelbe (BEl)
- Neuderbener Altarm (NeuA)
- Altarm Alter Elbarm (AAEl)
- Altstrecke Seedorf (ASe)
- Altenplathower Altkanal (AAK) mit fast 2 km Länge bei EHK-km 359,92
- Roßdorfer Altkanal (RAK) mit 6,6 km Länge bei EHK-km 363,71
- Nebenarm Vogelschutzinsel (NVSI)
- Woltersdorfer Altkanal (WAK) mit 3,4 km Länge bei EHK-km 373,42

0,8 km Abzweigungsstrecke des Roßdorfer Altkanals und der Woltersdorfer Altkanal gehören zur Bundeswasserstraße Elbe-Havel-Kanal, der Rest des Roßdorfer Altkanals und der Altenplathower Altkanal zählen zu den sog. sonstigen Binnenwasserstraßen des Bundes. Zuständig ist das Wasserstraßen- und Schifffahrtsamt Spree-Havel.

## Weitere Kanäle
- Pareyer Verbindungskanal

## Karten
- Folke Stender: Redaktion Sportschifffahrtskarten Binnen 1 Nautische Veröffentlichung Verlagsgesellschaft, ISBN 3-926376-10-4.

## Koordinaten
Die angegebene Koordinate bezieht sich auf den Roßdorfer Altkanal, einem Rest des früheren Plauer Kanals in der Nähe von Roßdorf.
Koordinaten: 52° 25′ 24,69″ N, 12° 12′ 7,04″ O